# Kristallnacht (album)
Pour les articles homonymes, voir Kristallnacht.
 (janvier 2024).
Kristallnacht est un album de John Zorn sorti en 1993 sur le label Eva, puis réédité par Tzadik en 1995. Il s'agit de l'interprétation par John Zorn de sa perception de la Nuit de Cristal et la première pierre à l'édifice de la Radical Jewish Culture. Le livret porte un avertissement concernant la deuxième pièce, Never Again, un titre bruitiste très violent : « Attention Never Again contient des hautes fréquences extrêmes à la limite de l'ouïe humaine et au-delà qui pourraient causer des nausées, des maux de tête et des sifflements dans les oreilles. Une écoute prolongée ou répétée n'est pas recommandée et pourrait provoquer des problèmes aux oreilles. - Le compositeur ».

## Titres
| 1.    | Shtetl (Ghetto Life)                  | 5:51  |
| 2.    | Never Again                           | 11:41 |
| 3.    | Gahelet (Embers)                      | 3:25  |
| 4.    | Tikkun (Rectification)                | 3:02  |
| 5.    | Tzfia (Looking Ahead)                 | 8:46  |
| 6.    | Barzel (Iron Fist)                    | 2:01  |
| 7.    | Gariin (Nucleus - The New Settlement) | 7:58  |
| 42:44 |                                       |       |

## Personnel
- Anthony Coleman - claviers
- Mark Dresser - basse
- Mark Feldman - violon
- David Krakauer - clarinette, clarinette basse (1,5)
- Frank London- trompette (1,5)
- Marc Ribot - guitare
- William Winant - percussion